# Titularbistum Paria in Proconsolare
Paria in Proconsolare (ital.: Paria di Proconsolare) ist ein Titularbistum der römisch-katholischen Kirche.
Es geht zurück auf einen untergegangenen Bischofssitz in der gleichnamigen antiken Stadt, die in der römischen Provinz Africa proconsularis (heute nördliches Tunesien) lag. Der Bischofssitz war der Kirchenprovinz Karthago zugeordnet.
| Titularbischöfe von Paria in Proconsolare |                               |                                             |                  |                   |
| Nr.                                       | Name                          | Amt                                         | von              | bis               |
| 1                                         | Edward Peter Cullen           | Weihbischof in Philadelphia (USA)           | 8. Februar 1994  | 16. Dezember 1997 |
| 2                                         | Jean-Paul Randriamanana       | Weihbischof in Antananarivo (Madagaskar)    | 3. Juni 1999     | 9. November 2011  |
| 3                                         | Joselito Carreño Quiñonez MXY | Apostolischer Vikar von Inírida (Kolumbien) | 3. Dezember 2013 |                   |